# دنیس کوسینیچ
دنیس جان کوسینیچ (به انگلیسی: Dennis John Kucinich) (متولد ۱۹۴۶ شهر کلیولند، اوهایو) نماینده مجلس آمریکا از ۱۹۹۷ تا ۲۰۱۳ بود.
او همچنین کاندیدای انتخابات ریاست جمهوری ۲۰۰۸ و ۲۰۰۴ آمریکا از حزب دمکرات بود.
وی دارای درجه کارشناسی ارشد در ارتباطات از دانشگاه کیس وسترن رزرو است، و یک کاتولیک است.